# Alberth Elis
Alberth Josué Elis Martínez (San Pedro Sula, 12 de fevereiro de 1996) é um futebolista profissional hondurenho que atua como atacante, atualmente defende o Marítimo.

## Carreira

### Rio 2016
Alberth Elis fez parte do elenco da Seleção Hondurenha de Futebol nos Jogos Olímpicos de 2016.

Boavista Futebol Clube
No dia 2 de Novembro Elis marcou o seu primeiro golo com a camisola axadrezada ao Benfica em jogo disputado no Estádio do Bessa.